# Baie des Moustiques
 (décembre 2023).
Si vous disposez d'ouvrages ou d'articles de référence ou si vous connaissez des sites web de qualité traitant du thème abordé ici, merci de compléter l'article en donnant les références utiles à sa vérifiabilité et en les liant à la section « Notes et références ».
La baie des Moustiques est une baie située sur la côte septentrionale d'Haïti et s'ouvrant sur l'océan Atlantique face à l'île de la Tortue.

## Géographie
La baie des Moustiques s'ouvre plein Nord sur le canal de la Tortue, le bras de mer qui sépare Haïti de l'île de la Tortue. Au fond de la baie s'ouvre l'embouchure de la rivière Moustiques à côté du village Ti Charles. Une grande plaine dénommée plaine des Moustiques s'étend autour de la baie. La ville portuaire de Port-de-Paix est située à une dizaine de kilomètres à l'est de la baie des Moustiques.
La baie des Moustiques est célèbre par la visite de Christophe Colomb qui lors de son débarquement dans cette baie, y planta une grande croix.[réf. à confirmer]
Ce n'est pas Puerto Moustiquo qui est l'endroit de la planète connu pour être le plus bioluminescent, grâce aux dinoflagellés présents.[pertinence contestée]